# Unione Sportiva Livorno 1949-1950
Questa voce raccoglie le informazioni riguardanti l'Unione Sportiva Livorno nelle competizioni ufficiali della stagione 1949-1950.

## Stagione
Dopo la retrocessione in Serie B, a inizio stagione 1949-50 il presidente Ricciotti Paggini passa la mano e viene sostituito da Luigi Nesti. Nel lungo campionato di Serie B, 22 squadre e quindi 42 giornate, il Livorno si piazza in ottava posizione con 46 punti. Giuseppe Galluzzi è il nuovo allenatore, sarà avvicendato nel finale di stagione da Ermelindo Bonilauri. L'attaccante Fabrizio Bartolini acquistato dal Grosseto realizza 19 reti, 11 quelle messe a segno da Ugo Conti. A togliere serenità all'ambiente interviene l'improvvisa morte in un incidente stradale del calciatore ungherese István Pakó, 18 presenze nella stagione precedente in maglia amaranto. Promosse in Serie A il Napoli con 61 punti e l'Udinese seconda, con 60 punti.

## Rosa
| N. |                   | Ruolo | Calciatore         |
| -- | ----------------- | ----- | ------------------ |
|    | Italia (bandiera) | A     | Fabrizio Bartolini |
|    | Italia (bandiera) | C     | Astolfo Benini     |
|    | Italia (bandiera) | P     | Renato Bertocchi   |
|    | Italia (bandiera) | D     | Mido Bimbi         |
|    | Italia (bandiera) | D     | Ivo Buzzegoli      |
|    | Italia (bandiera) | A     | Michele Catalano   |
|    | Italia (bandiera) | D     | Ivo Catastini      |
|    | Italia (bandiera) | D     | Aldo Comisso       |
|    | Italia (bandiera) | A     | Ugo Conti          |
|    | Italia (bandiera) | C     | Alberto Fommei     |
|    | Italia (bandiera) | C     | Bruno Ghezzani     |
|    | Italia (bandiera) | P     | Gino Merlo         |

| N. |                   | Ruolo | Calciatore        |
| -- | ----------------- | ----- | ----------------- |
|    | Italia (bandiera) | C     | Enrico Monticelli |
|    | Italia (bandiera) | C     | Vincenzo Orlando  |
|    | Italia (bandiera) | A     | Umberto Paoletti  |
|    | Italia (bandiera) | D     | Plinio Patuelli   |
|    | Italia (bandiera) | A     | Giampaolo Poggi   |
|    | Italia (bandiera) | A     | Duilio Rizzato    |
|    | Italia (bandiera) | A     | Ennio Santini     |
|    | Italia (bandiera) | C     | Adalberto Sifredi |
|    | Italia (bandiera) | D     | Alfredo Simonti   |
|    | Italia (bandiera) | C     | Angelo Torriglia  |
|    | Italia (bandiera) | C     | Franco Viviani    |

## Risultati

### Serie B

#### Girone di andata
| Livorno 11 settembre 1949 1ª giornata | Livorno             | 0 – 0 | Salernitana | Stadio Ardenza\| Arbitro: \| Longagnani (Modena) \| |
| Arbitro:                              | Longagnani (Modena) |       |             |                                                     |

| Arbitro: | Righi (Milano) |

|               |           |  |
| Bartolini 14’ | Marcatori |  |

| Arbitro: | Cicardi (Lecco) |

|                            |           |                       |
| Grillone 32’ Vegazzola 71’ | Marcatori | 3’ Catalano 12’ Conti |

| Arbitro: | Boffardi (Genova) |

|              |           |  |
| Ghezzani 37’ | Marcatori |  |

| Arbitro: | Orlandini (Roma) |

|                               |           |  |
| Pozzo 36’ (rig.) Malavasi 89’ | Marcatori |  |

| Arbitro: | Galeati (Bologna) |

|                                       |           |  |
| Conti 19’, 47’, 65’, 76’ Catalano 33’ | Marcatori |  |

| Arbitro: | Pieri (Trieste) |

|                                    |           |              |
| Conti 7’ Orlando 15’ Bartolini 63’ | Marcatori | 33’ Barbieri |

| Arbitro: | Silvano (Torino) |

|                     |           |  |
| Darin 57’, 66’, 81’ | Marcatori |  |

| Arbitro: | Valsecchi (Milano) |

|                          |           |                       |
| Tosolini 27’, 37’ (rig.) | Marcatori | 5’ Conti 90’ Ghezzani |

| Arbitro: | Tibaldi (Savona) |

|                                    |           |                           |
| Bartolini 64’ Buzzegoli 75’ (rig.) | Marcatori | 41’ Tavellin 43’ Conti G. |

| Arbitro: | Parpaiola (Padova) |

|              |           |                                  |
| Di Fonte 70’ | Marcatori | 8’ Catalano 21’ (rig.) Buzzegoli |

| Arbitro: | Carpani (Milano) |

|                                |           |                                       |
| Nesti 30’ Parvis 34’, 38’, 47’ | Marcatori | 23’, 61’ (rig.) Orlando 79’ Bartolini |

| Arbitro: | Zilli (Reggio Emilia) |

|                         |           |          |
| Conti 42’ Bartolini 44’ | Marcatori | 12’ Mion |

| Napoli 8 dicembre 1949 14ª giornata | Napoli           | 0 – 0 | Livorno | Stadio del Vomero\| Arbitro: \| Carpani (Milano) \| |
| Arbitro:                            | Carpani (Milano) |       |         |                                                     |

| Arbitro: | Silvano (Torino) |

|                        |           |                   |
| Conti 75’ Ghezzani 81’ | Marcatori | 90’ (rig.) Molina |

| Arbitro: | Canavesio (Torino) |

|  |           |                          |
|  | Marcatori | 24’ Catalano 86’ Orlando |

| Arbitro: | Marchetti (Milano) |

|                                            |           |           |
| Conti 27’, 31’ Torriglia 42’ Bartolini 56’ | Marcatori | 47’ Dania |

| Arbitro: | Pieri (Trieste) |

|                                                                         |           |               |
| Biagiotti 27’, 83’ Ciccarelli 35’ Trevisani 46’, 68’ Colombi 62’ (rig.) | Marcatori | 58’ Buzzegoli |

| Arbitro: | Franzi (Vercelli) |

|                             |           |            |
| Sifredi 19’ Rizzato 55’ 80’ | Marcatori | 90’ Hrotkó |

| Arbitro: | Zilli (Reggio Emilia) |

|                                   |           |  |
| Bartolini 14’ 29’ 32’ Rizzato 70’ | Marcatori |  |

| Arbitro: | Canavesio (Torino) |

|                                                |           |  |
| Paulinich 11’, 33’ Masoni 27’, 85’ Granata 77’ | Marcatori |  |

#### Girone di ritorno
| Arbitro: | Boffardi (Genova) |

|              |           |  |
| Castaldo 62’ | Marcatori |  |

| Catania 5 febbraio 1950 23ª giornata | Catania       | 0 – 0 | Livorno | Stadio Cibali\| Arbitro: \| Gemini (Roma) \| |
| Arbitro:                             | Gemini (Roma) |       |         |                                              |

| Livorno 12 febbraio 1950 24ª giornata | Livorno          | 0 – 0 | Pisa | Stadio Ardenza\| Arbitro: \| Buratti (Milano) \| |
| Arbitro:                              | Buratti (Milano) |       |      |                                                  |

| Arbitro: | Bernardi (Bologna) |

|                             |           |  |
| Cavagnero 65’ Goldaniga 85’ | Marcatori |  |

| Arbitro: | Canavesio (Torino) |

|                           |           |              |
| Ghezzani 1’ Bartolini 26’ | Marcatori | 36’ Malavasi |

| Arbitro: | Boffardi (Genova) |

|  |           |               |
|  | Marcatori | 12’ Bartolini |

| Arbitro: | Tassini (Verona) |

|                                  |           |  |
| Sørensen 48’ (rig.) Barbieri 90’ | Marcatori |  |

| Arbitro: | Marchetti (Milano) |

|  |           |                  |
|  | Marcatori | 82’ Dalle Vacche |

| Arbitro: | Maurelli (Roma) |

|                                 |           |  |
| Bartolini 31’, 61’ Ghezzani 38’ | Marcatori |  |

| Arbitro: | Liverani (Torino) |

|                                                 |           |               |
| Pozzan 30’, 68’ Massari 47’, 52’ De Lazzari 61’ | Marcatori | 27’ Buzzegoli |

| Arbitro: | Matucci (Seregno) |

|                            |           |  |
| Catalano 20’ Bartolini 39’ | Marcatori |  |

| Arbitro: | Gemini (Roma) |

|                                        |           |                |
| Bartolini 15’ Ghezzani 18’ Orlando 46’ | Marcatori | 73’ Cappellini |

| Arbitro: | Matucci (Seregno) |

|                             |           |               |
| Gualtieri 21’ Quaresima 39’ | Marcatori | 70’ Bartolini |

| Arbitro: | Galeati (Bologna) |

|           |           |  |
| Bartolini | Marcatori |  |

| Arbitro: | Pieri (Trieste) |

|               |           |               |
| Puricelli 42’ | Marcatori | 75’ Bartolini |

| Arbitro: | Savio (Torino) |

|  |           |                               |
|  | Marcatori | 39’ Corradini 59’ Scagliarini |

| Arbitro: | Valsecchi (Milano) |

|                |           |              |
| Dania 20’, 49’ | Marcatori | 32’ Catalano |

| Arbitro: | Marchetti (Milano) |

|                                            |           |             |
| Catalano 10’ Rizzato 41’ Benini 90’ (rig.) | Marcatori | 28’ De Vito |

| Arbitro: | Cortesi (Ravenna) |

|                   |           |            |
| Cordioli 23’, 53’ | Marcatori | 3’ Orlando |

| Arbitro: | Maurelli (Roma) |

|                                                         |           |             |
| Polo 8’ Micheloni 49’, 53’ (rig.) Monticelli 88’ (aut.) | Marcatori | 70’ Santini |

| Arbitro: | Moratelli (Bologna) |

|               |           |  |
| Bartolini 25’ | Marcatori |  |

## Statistiche

### Statistiche di squadra
| Competizione | Punti | In casa | In casa | In casa | In casa | In casa | In casa | In trasferta | In trasferta | In trasferta | In trasferta | In trasferta | In trasferta | Totale | Totale | Totale | Totale | Totale | Totale | DR |
| Competizione | Punti | G       | V       | N       | P       | Gf      | Gs      | G            | V            | N            | P            | Gf           | Gs           | G      | V      | N      | P      | Gf     | Gs     | DR |
| ------------ | ----- | ------- | ------- | ------- | ------- | ------- | ------- | ------------ | ------------ | ------------ | ------------ | ------------ | ------------ | ------ | ------ | ------ | ------ | ------ | ------ | -- |
| Serie B      | 46    | 21      | 16      | 3       | 2       | 42      | 13      | 21           | 3            | 5            | 13           | 19           | 46           | 42     | 19     | 8      | 15     | 61     | 59     | +2 |

### Statistiche dei giocatori
| Giocatore     | Serie B  | Serie B |
| Giocatore     | Presenze | Reti    |
| ------------- | -------- | ------- |
| F. Bartolini  | 40       | 19      |
| A. Benini     | 37       | 1       |
| R. Bertocchi  | 10       | -12     |
| M. Bimbi      | 41       | 0       |
| I. Buzzegoli  | 29       | 4       |
| M. Catalano   | 33       | 7       |
| I. Catastini  | 1        | 0       |
| A. Comisso    | 26       | 0       |
| U. Conti      | 24       | 11      |
| A. Fommei     | 35       | 0       |
| B. Ghezzani   | 27       | 6       |
| G. Merlo      | 32       | -47     |
| E. Monticelli | 1        | 0       |
| V. Orlando    | 34       | 6       |
| U. Paoletti   | 2        | 0       |
| P. Patuelli   | 19       | 0       |
| G. Poggi      | 1        | 0       |
| D. Rizzato    | 9        | 4       |
| E. Santini    | 4        | 1       |
| A. Sifredi    | 13       | 1       |
| A. Simonti    | 10       | 0       |
| A. Torriglia  | 25       | 1       |
| F. Viviani    | 9        | 0       |